# Metalopex
Metalopex — рід викопних псових ссавців-гіпохижаків, схожий на Vulpes, ендемічний для пізнього міоцену Північної Америки.